# Wieland Kuijken
Wieland Kuijken /'ʋi:lɑnt 'kœʏ̯kən/ (Dilbeek, 31 agosto 1938) è un violoncellista e gambista belga.

## Biografia
Wieland Kuijken ha iniziato, all'età di quindici anni, lo studio di violoncello e pianoforte al conservatorio di Bruges ed è poi passato a studiare al conservatorio reale di Bruxelles dove ha completato gli studi nel 1962. Nel 1957 aveva tuttavia cominciato ad interessarsi alla viola da gamba. Già nel 1959 era membro dell'Alarius Ensemble di Bruxelles, gruppo cameristico nel quale rimase fino al 1972. Ha fatto anche parte dell'ensemble Musiques Nouvelles fino al 1962.  
Ha suonato spesso con i suoi fratelli, Sigiswald Kuijken e Barthold Kuijken nel Kuijken Early Music Group, La Petite Bande e nel  Kuijken String Quartet. Con Gustav Leonhardt, Frans Brüggen e Alfred Deller ha eseguito diverse opere di musica da camera. Oggi è annoverato fra i migliori esecutori della sua generazione nel repertorio della musica antica, per il violoncello barocco e la viola da gamba. 
Insegna dal 1970 nei conservatori di Anversa, Bruxelles e L'Aia e dal 1973 anche in quello di Innsbruck. 
Viene regolarmente invitato come giurato in concorsi internazionali a Bruges, Parigi, Boston e Utrecht.